# Verena Hartlieb
Verena Hartlieb  (* 1982 in Wien als Verena Pawel) ist eine österreichische Journalistin und Fernsehmoderatorin.

## Leben und Karriere
Verena Hartlieb ist in Niederösterreich aufgewachsen und studierte Kommunikationswissenschaften sowie Anglistik an der Universität Salzburg. Nach einigen Stationen bei Privatsendern in Österreich und Deutschland, darunter Kabel Eins und ATV, wechselte Hartlieb im Jahr 2007 zum ORF, wo sie bis zum Jahr 2024 als Reporterin für die Sendungen Seitenblicke und Studio 2 tätig war. Nach einem Casting folgte sie im Jänner 2025 Verena Scheitz als Moderatorin der Vorabendsendung Studio 2 nach, deren Vertrag nicht mehr verlängert wurde. Sie moderiert die Sendung abwechselnd mit Martin Ferdiny und Norbert Oberhauser.

## Privat
Hartlieb lebt in Wien und ist mit einem Salzburger verheiratet. Sie ist Mutter zweier Töchter.